# Équipe d'Iran masculine de volley-ball
 (3 juillet 2021).
L'équipe d'Iran de volley-ball est composée des meilleurs joueurs iraniens sélectionnés par la Fédération Iranienne de Volleyball (Islamic Republic of Iran Volleyball Federation, IRIVF). Elle est classée au 8e rang de la Fédération Internationale de Volleyball au 26 juillet 2022. Aran Volleyball est l'une des meilleures équipes de volley-ball au monde. Le volley-ball iranien est historiquement classé sixième au classement mondial.

## Sélection actuelle
Joueurs sélectionnés pour la Ligue des nations 2023:

## Palmarès et parcours

### Palmarès
- Championnat d'Asie et d'Océanie (4)
  - Vainqueur : 2011, 2013, 2019, 2021
  - Finaliste : 2009, 2015
  - Troisième : 2003
- Coupe  d'Asie (3)
  - Vainqueur : 2008, 2010, 2016
  - Finaliste : 2012, 2018
- Jeux asiatiques (2)
  - Vainqueur : 2014, 2018
  - Finaliste : 1958, 2002, 2010
  - Troisième : 1966

### Parcours

#### Jeux Olympiques
| - 1964 : Non qualifié - 1968 : Non qualifié - 1972 : Non qualifié - 1976 : Non qualifié - 1980 : Non qualifié - 1984 : Non qualifié - 1988 : Non qualifié - 1992 : Non qualifié - 1996 : Non qualifié - 2000 : Non qualifié | - 2004 : Non qualifié - 2008 : Non qualifié - 2012 : Non qualifié - 2016 : 5e - 2020 : 9e - 2024 : Non qualifié |

#### Championnats du monde
| - 1949 : Non qualifié - 1952 : Non qualifié - 1956 : Non qualifié - 1960 : Non qualifié - 1962 : Non qualifié - 1966 : Non qualifié - 1970 : 21e - 1974 : Non qualifié - 1978 : Non qualifié - 1982 : Non qualifié | - 1986 : Non qualifié - 1990 : Non qualifié - 1994 : Non qualifié - 1998 : 19e - 2002 : Non qualifié - 2006 : 21e - 2010 : 19e - 2014 : 6e - 2018 : 13e - 2022 : 13e |

#### Coupe du monde
| - 1965 : Non participant - 1969 : Non participant - 1977 : Non participant - 1981 : Non participant - 1985 : Non participant - 1989 : Non qualifié - 1991 : 11e - 1995 : Non qualifié - 1999 : Non qualifié - 2003 : Non qualifié | - 2007 : Non qualifié - 2011 : 9e - 2015 : 8e - 2019 : 8e - 2023 : Non qualifié |

#### World Grand Champions Cup
| - 1993 : Non qualifié - 1997 : Non qualifié - 2001 : Non qualifié - 2005 : Non qualifié - 2009 : 5e - 2013 : 4e - 2017 : 3e - 2021 : Annulé (Covid) |

#### Ligue mondiale
| - 1990 : Non participant - 1991 : Non participant - 1992 : Non participant - 1993 : Non participant - 1994 : Non participant - 1995 : Non participant - 1996 : Non participant - 1997 : Non participant - 1998 : Non participant - 1999 : Non participant | - 2000 : Non participant - 2001 : Non participant - 2002 : Non participant - 2003 : Non participant - 2004 : Non participant - 2005 : Non participant - 2006 : Non participant - 2007 : Non participant - 2008 : Non participant - 2009 : Non participant | - 2010 : Non qualifié - 2011 : Non qualifié - 2012 : Non qualifié - 2013 : 9e - 2014 : 4e - 2015 : 7e - 2016 : 8e - 2017 : 11e |

#### Ligue des nations
| - 2018 : 10e - 2019 : 5e - 2020 : Annulé (Covid) - 2021 : 12e - 2022 : 7e - 2023 : 14e - 2024 : 15e |

#### Championnat d'Asie et d'Océanie
| - 1975 : Non qualifié - 1979 : 6e - 1983 : Non qualifié - 1987 : 10e - 1989 : 8e - 1991 : 7e - 1993 : 5e - 1995 : 4e - 1997 : 6e - 1999 : 5e | - 2001 : 5e - 2003 : 3e - 2005 : 6e - 2007 : 5e - 2009 : Finaliste - 2011 : Vainqueur - 2013 : Vainqueur - 2015 : Finaliste (B) - 2017 : 5e (U23) - 2019 : Vainqueur | - 2021 : Vainqueur - 2023 : Finaliste |

#### Jeux asiatiques
| - 1958 : Finaliste - 1962 : Non participante - 1966 : 3e - 1970 : 5e - 1974 : 4e - 1978 : Non participant - 1982 : Non participant - 1986 : Non participant - 1990 : Non participant - 1994 : 5e | - 1998 : Non participant - 2002 : Finaliste - 2006 : 6e - 2010 : Finaliste - 2014 : Vainqueur - 2018 : Vainqueur |

#### Coupe d'Asie
| - 2008 : Vainqueur - 2010 : Vainqueur - 2012 : Finaliste (B) - 2014 : 4e (B) - 2016 : Vainqueur (B) - 2018 : Finaliste (B) - 2020 : Annulé (Covid) - 2022 : 5e |

#### Autres tournois
- Jeux d'Asie de l'Ouest
  - 2005 –  Finaliste
- Jeux de la solidarité islamique
  - 2005 –  Vainqueur
  - 2013 –  Vainqueur (B)
  - 2017 –  Vainqueur (U21)
- Universiade
  - 2017 –  Vainqueur

## Joueurs majeurs
- Benham Mahmoudi

## Controverse
En juillet 2019, l'Iran proteste contre la « détention » de son équipe nationale de volley à Chicago lors de son arrivée pour le Final Six de la Ligue des nations, où elle a été retenue plusieurs heures par les autorités américaines. Pour l'Iran :« si les États-Unis ne peuvent pas accueillir toutes les équipes de manière neutre et juste, il vaut mieux qu'ils cessent d'organiser des événements sportifs. »